# 羅米拉·貝加伊
羅米拉·貝加伊（1986年11月2日—）生於地拉那，是一名阿爾巴尼亞舉重運動員，曾代表國家參加2012年倫敦奧運的舉重女子58公斤級，但未能獲獎。